# Рязаново (Тургиновське сільське поселення)
Рязаново (рос. Рязаново) — присілок в Калінінському районі Тверської області Російської Федерації.
Населення становить 31 особу. Входить до складу муніципального утворення Тургиновське сільське поселення.

## Історія
Від 2005 року входить до складу муніципального утворення Тургиновське сільське поселення.

## Населення
| 1859 | 1886 | 2002 | 2008 | 2010 |
| ---- | ---- | ---- | ---- | ---- |
| 596  | ↗802 | ↘54  | ↘50  | ↘31  |